# Eurísaces

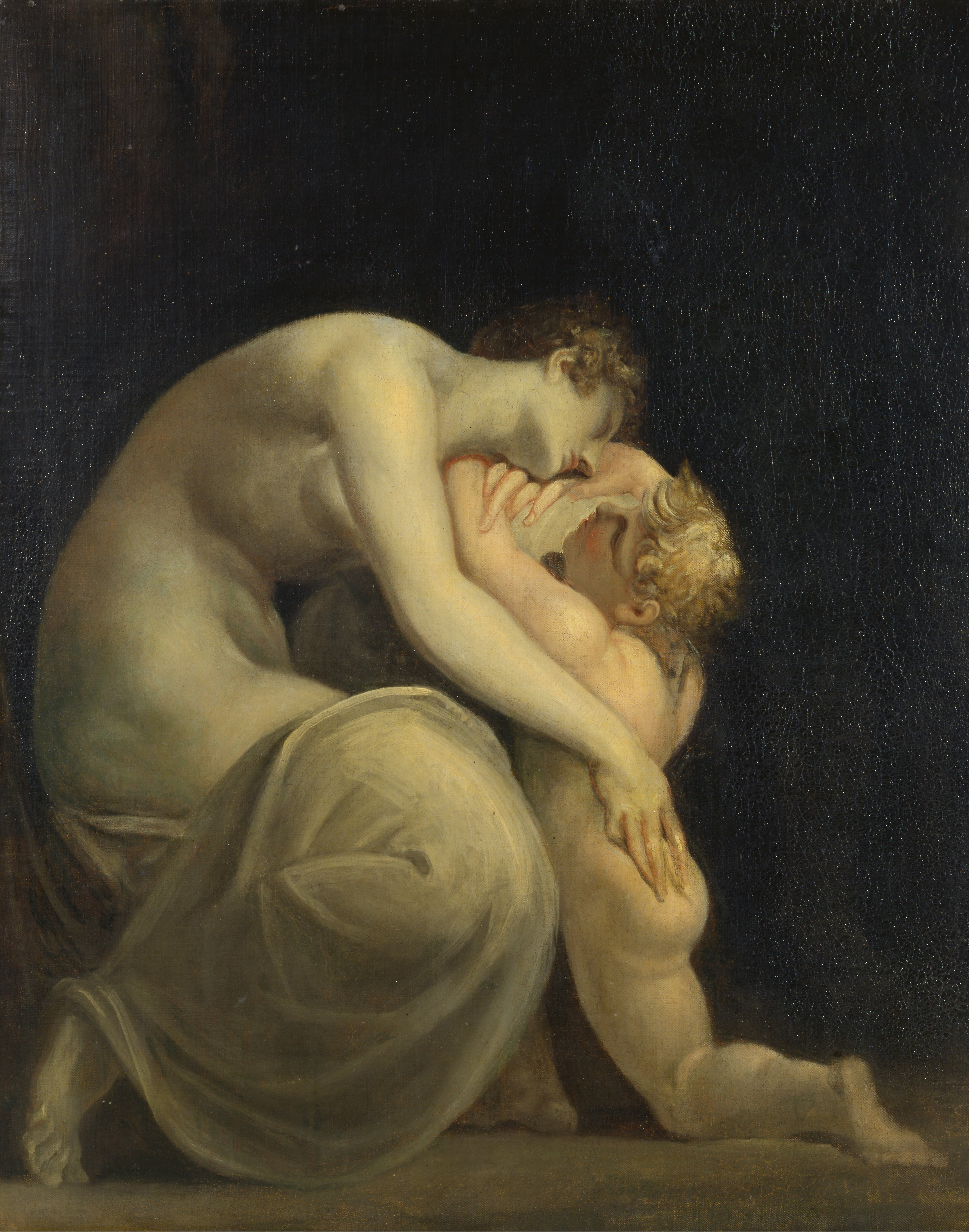
Quadre de Henry Fuseli "Tecmessa i Eurísaces".

Eurísaces (en grec antic Εὐρυσάκης), va ser, segons la mitologia grega, un heroi fill d'Àiax, el fill de Telamó, i de Tecmessa, filla del rei de Frígia Teleutant, que havia estat raptada per Àiax.
Abans de suïcidar-se, Àiax va confiar el seu fill Eurísaces al seu germà Teucre. Després de la caiguda de Troia, Eurísaces va tornar a Salamina, a l'Àtica, la pàtria del seu pare. Però no va tornar amb la mateixa nau que el seu oncle Teucre, cosa que va fer enfadar al rei Telamó. Quan Telamó va desterrar Teucre, Eurísaces va convertir-se en el successor del seu avi. Quan es va conèixer la mort de Telamó, Teucre va voler tornar, però Eurísaces no li ho va permetre. Amb el seu germà Fileu, van lliurar l'illa de Salamina als atenesos, cosa que va significar que tots dos adquirissin el dret de ciutadania a Atenes. Algunes tradicions fan de Fileu no el germà, sinó el fill d'Eurísaces, i figura com la persona que lliurà la seva pàtria als atenesos. Sigui quina sigui la versió, totes diuen que la família d'Eurísaces es va establir a Atenes, i entre els seus descendents s'hi trobaven Milcíades, Cimó, Alcibíades i l'historiador Tucídides.